# Georges Balandier
Georges Balandier, född 21 december 1920 i Aillevillers-et-Lyaumont (Haute-Saône), död 5 oktober 2016 i Paris, var en fransk antropolog och sociolog. Han utnämndes till professor vid Sorbonne 1962. En av hans specialiteter var afrikanska samhällen.

## Källa
- Nationalencyklopedins årsbok 2016, sidan 357, NE Nationalencyklopedin AB, Malmö 2017, ISBN 978–91–88423–11–5